# Simulium yuleae
Simulium yuleae es una especie de insecto del género Simulium, familia Simuliidae, orden Diptera.

## Distribución
Se distribuye por las Islas Salomón.

## Taxonomía
Fue descrita científicamente por Takaoka, 1995.